# 통영 문화동 벅수
통영 문화동 벅수(統營 文化洞 벅수)는 대한민국 경상남도 통영시 문화동, 세병관으로 오르는 길가 오른쪽에 서 있는 석장승이다. 1968년 11월 23일 대한민국의 국가민속문화재 제7호로 지정되었다.

## 개요
세병관(국보 제305호)으로 오르는 길가 오른쪽에 서 있는 석장승이다. 장승이라는 명칭은 지역에 따라 다르게 전승되고 있는데 이곳에서는 ‘벅수’라고 한다. 장승은 민간신앙의 한 형태로 마을이나 사찰 입구 등에 세워져 경계를 나타내기도 하고 잡귀 출입을 막는 수호신 역할도 한다. 남녀 한 쌍이 짝을 이루어 서 있는 것이 일반적이나 이 장승은 하나만 있는 독장승이다. 이 부근의 위치가 사방이 산으로 둘러싸인 낮은 지대로 기(氣)를 보강해주고 마을의 평안을 기원하는 뜻에서 세워졌다.
이마에는 주름이 깊게 패여있고 둥근 눈은 튀어나왔으며 코는 삼각형으로 뭉툭하다. 머리 위에는 벙거지를 쓰고 턱 밑에는 굵은 선으로 세 가닥의 수염이 표시되었다. 활짝 웃고있는 입에는 송곳니가 길게 삐져나와 있는데 험상궂은 모습이기보다는 익살스럽다. 벅수의 앞면에는 ‘토지대장군(土地大將軍)’이라는 글자가 새겨있다. 뒷면에는 '광무십년병오팔월일동낙동 입(光武十年丙午八月日同樂洞 立)'라는 글씨가 새겨져 있어 이 벅수가 고종 10년(1906)에 세워졌음을 알 수 있다.
이 장승은 험상궂은 듯하면서도 친근하고 익살스러운 민간 특유의 조형미를 보여주고 있으며 유례가 드문 독장승이라는 점에서 그 가치가 높다.

## 같이 보기
- 통영 세병관 - 국보 제305호

## 참고 자료
- 통영 문화동 벅수 - 국가유산청 국가유산포털